# Macropodus
Macropodus – rodzaj słodkowodnych ryb okoniokształtnych z rodziny guramiowatych (Osphronemidae), w języku polskim określanych nazwami wielkopłetw lub makropod. 
Rodzaj ten zaliczany był do różnych rodzin: labiryntowatych (Anabantoidei), łaźcowatych (Anabantidae) lub beloncjowatych (Belontiidae).

## Opis
Cechy charakterystyczne: Ciało silnie, bocznie spłaszczone, płetwy długie.
Rozmiary: Długość do 9 cm.
Pochodzenie: Pola ryżowe, kanały melioracyjne, wody stojące i wolno płynące w Azji Południowo-Wschodniej. Niektóre gatunki spotykane są w wodach słonawych.
Dzięki dodatkowemu organowi oddechowemu, tzw. labiryntowi wielkopłetwy mogą żyć w wodzie zawierającej małą ilość tlenu. Odżywiają się skorupiakami i innymi drobnymi bezkręgowcami wodnymi. Ze względu na ubarwienie i zachowania rozrodcze wielkopłetwy należą do ryb często hodowanych w akwariach. Rozmnażają się dopiero przy temperaturze około 20–25°. Nagła zmiana temperatury jest dla nich bardzo niebezpieczna.

## Systematyka
Typem nomenklatorycznym rodzaju jest Macropodus opercularis – wielkopłetw wspaniały.

## Klasyfikacja
Gatunki zaliczane do tego rodzaju:
- Macropodus baviensis
- Macropodus erythropterus
- Macropodus hongkongensis
- Macropodus lineatus
- Macropodus ocellatus
- Macropodus oligolepis
- Macropodus opercularis – wielkopłetw wspaniały[4],[5], wielkopłetw chiński[6],
- Macropodus phongnhaensis
- Macropodus spechti – wielkopłetw czarny[6]

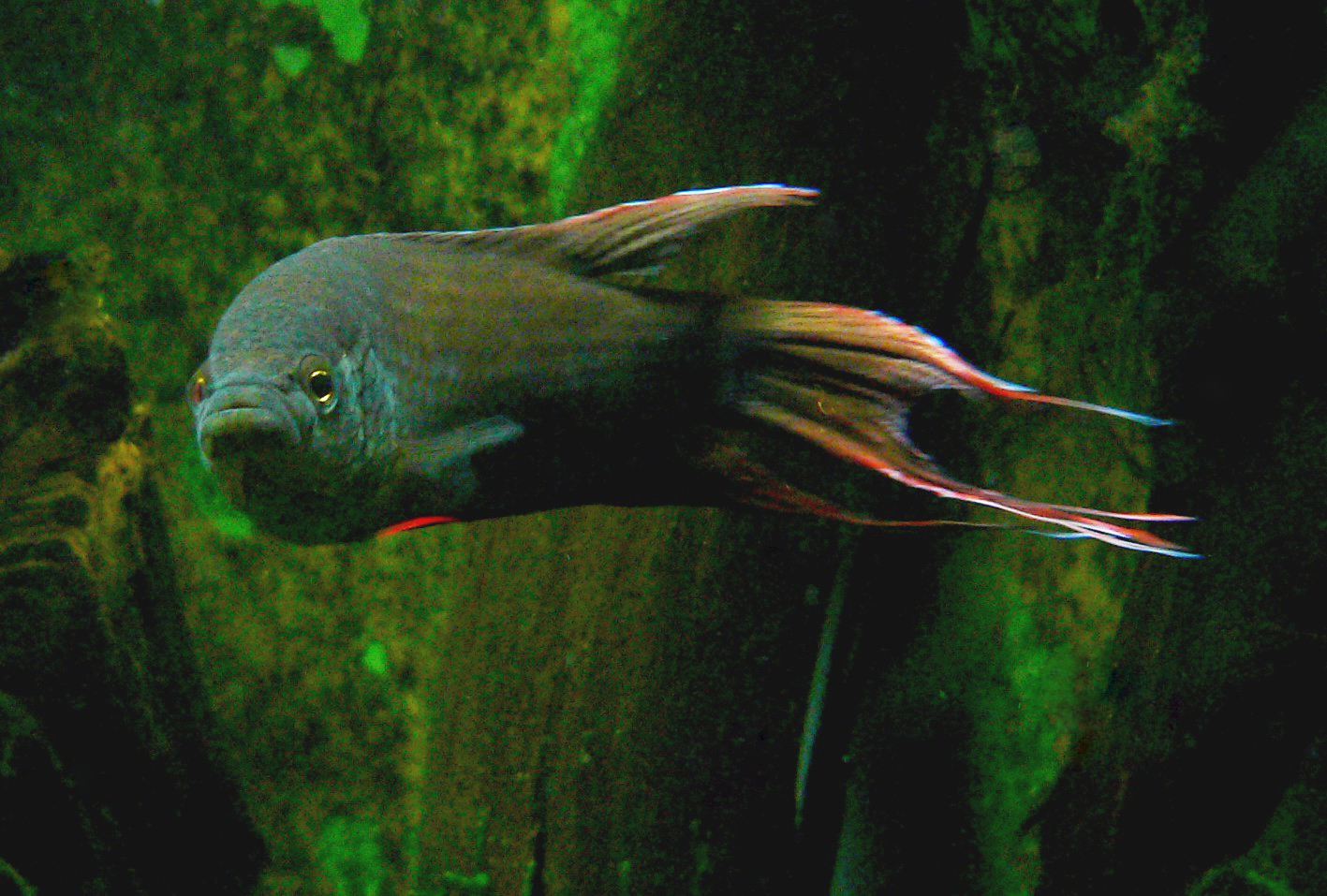
Macropodus erythropterus
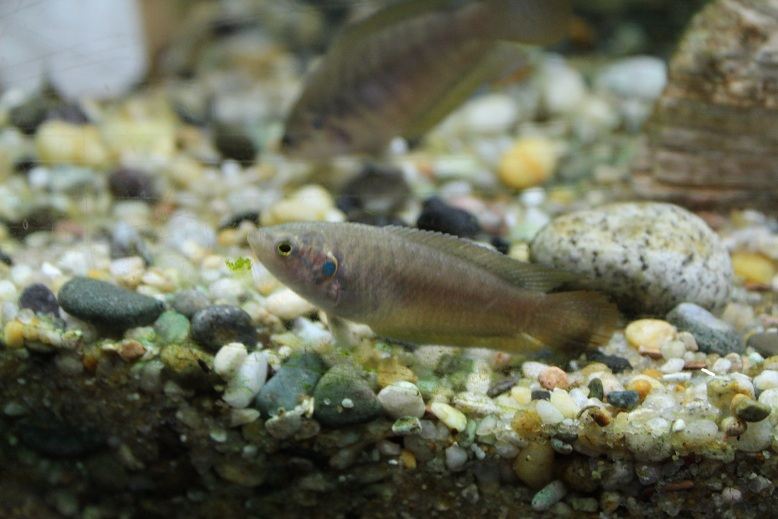
Macropodus ocellatus

## Choroby
Gatunki ryb z tego rodzaju podatne są na przewlekłą wirusową chorobę limfocystozę.